# Michaël I Komnenos Doukas
Michaël I Komnenos Doukas (Grieks: Μιχαήλ Α΄ Κομνηνός Δούκας; ook Michaël I Angelos, maar die naam gebruikte hij zelf niet) (±1175/1180-1214) was van 1205 tot 1214 de eerste despoot van Epirus.

## Leven
Michaël was een onechte zoon van de sebastocraat Johannes Doukas en dus een neef van de Byzantijnse keizers Isaäk II Angelos en Alexios III Angelos. Hij behoorde tot de gijzelaars die de Byzantijnen als garantie voor de Vrede van Adrianopel (1190) aan de westerse keizer Frederik I Barbarossa uitleverden. Na van 1190 tot 1195 doux en anagrapheus van het thema Melandoudion en Mylasa te zijn geweest kwam hij tegen de keizer in opstand en vluchtte hij naar de Seltsjoeken.
Hij sloot zich na de val van Constantinopel in 1204 aan bij Bonifatius van Montferrat, maar keerde zich al gauw van hem af en stichtte een eigen rijk in Epirus dat, met als hoofdstad Arta, in wezen het gebied van het thema Nicopolis omvatte, dus Epirus, Aetolië, Acarnanië en delen van Thessalië en Albanië. Dit onafhankelijke rijk, later bekend als despotaat Epirus, werd een belangrijk centrum van Byzantijns verzet tegen het Latijnse Keizerrijk. Michaël erkende in 1207 het opperleenheerschap van paus Innocentius III en in 1210 dat van Venetië. Hij breidde zijn rijk in noordwestelijke richting uit en veroverde in 1212 Dyrrhachion. Na zijn dood - hij werd waarschijnlijk in 1214 vermoord - werd hij opgevolgd door zijn halfbroer Theodoros Komnenos Doukas.

## Kinderen
Uit Michaëls huwelijk met een niet bij naam bekende vrouw werden de volgende kinderen geboren:
- Maria, gehuwd met Stefan Nemanjić[1], koning van Servië, en met Constantijn Maliasenos, gouverneur van Volos
- Theodora, gehuwd met Maio Orsini, graaf van Kephalonia
- N.N., gehuwd met Eustatius van Vlaanderen, broer van Boudewijn I van Constantinopel

Daarnaast had hij een onechte zoon:
- Michaël II Komnenos Doukas, despoot van Epirus